# 마야베케주

마야베케 주의 위치

마야베케주(스페인어: Provincia de Mayabeque)는 쿠바 서부에 위치한 주로 주도는 산호세데라스라하스이며 면적은 3,732.73km2, 인구는 381,385명(2010년 기준)이다.
2011년 1월 1일 옛 아바나주에 분리되어 신설되었다. 서쪽으로는 아르테미사주, 북서쪽으로는 아바나시, 동쪽으로는 마탄사스주와 접하며 북쪽으로는 플로리다 해협, 남쪽으로는 바타바노만과 접한다. 11개 지방 자치체를 관할한다.